# Cromómero
Un cromómero (del griego khróma, color y meros, parte) es un disco coloreable, que se presenta en varias zonas a lo largo de un cromosoma.
Cada cromómero contiene un número más o menos elevado de genes. Las bandas oscuras corresponden frecuentemente a cromatina inactiva.

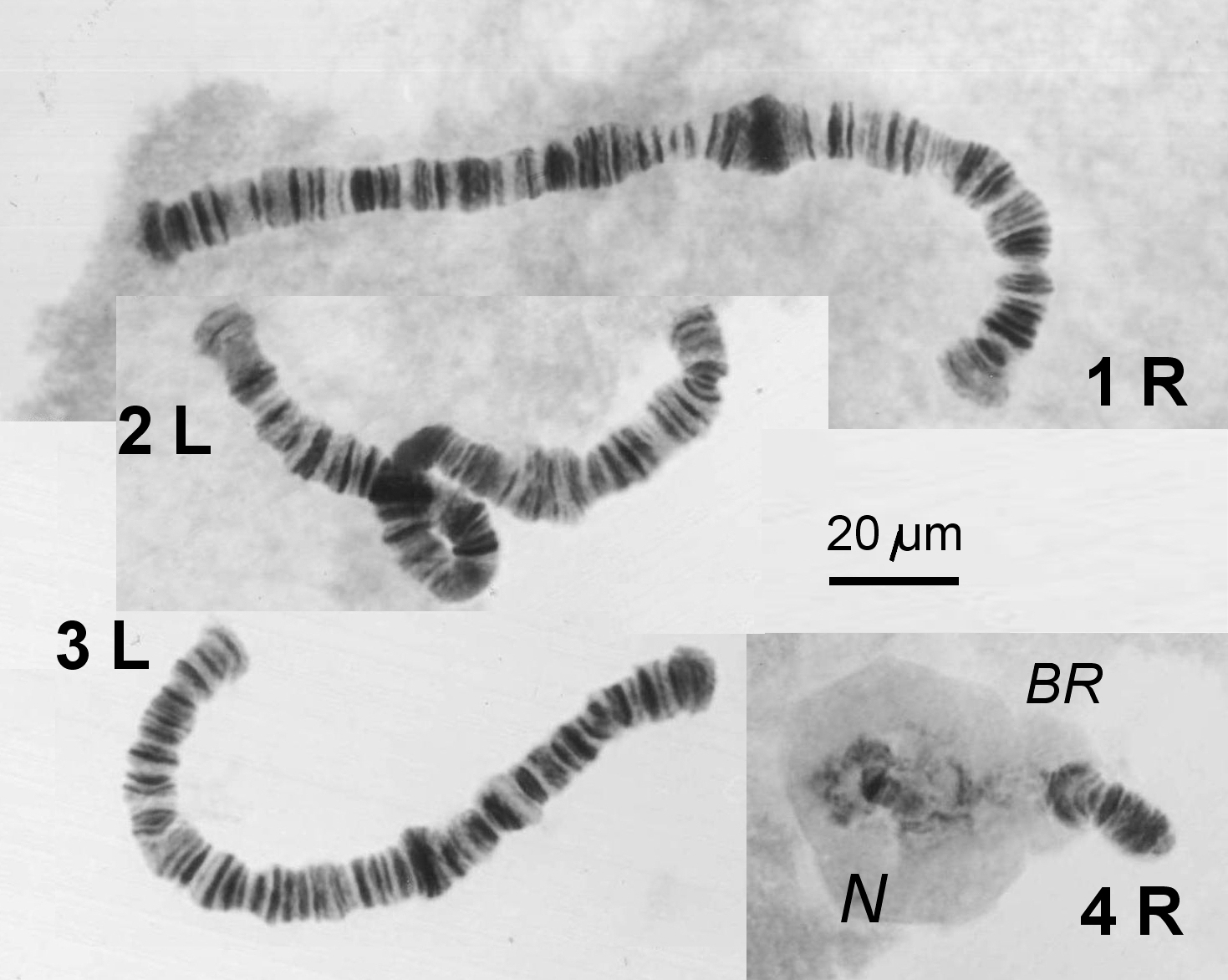
Cromómeros múltiples de un cromosoma de insecto. Se observan como numerosas bandas oscuras a lo largo del cromosoma.

Los cromómeros alternan con zonas que no fijan los colorantes. Los cromómeros, son pequeños engrosamientos o nudosidades a manera de cuentas de collar, gracias a esto, los cromosomas se hacen visibles.
Este bandeo es reproducible de núcleo a núcleo, formando un patrón constante de tal manera que los cromosomas pueden ser identificados y mapeados en toda su longitud.  El patrón de bandeo que presentan los cromosomas politénicos es un reflejo constante de las secuencias de ADN, y por tanto las bandas sirven como marcadores para localizar varias características genéticas.
Se pueden visualizar durante las fases de la mitosis o de la meiosis de menor condensación de la cromatina (profase). Se hacen visibles en un cromosoma durante la profase de la meiosis en un subperiodo llamado Leptonema.
En el maíz hay más de 2.000 cromómeros en sus 20 cromosomas. Hay aproximadamente 5000 bandas y 5000 interbandas en total en el genoma de Drosophila melanogaster.